# Berthold von Biedermann
Berthold Woldemar Freiherr von Biedermann, Pseudonym: Edler von Foehrau (* 3. Februar 1851 in Chemnitz; † 8. September 1933 in Hannover), war ein deutscher Offizier und Schriftsteller.

## Leben

### Herkunft
Berthold von Biedermann stammte aus dem sächsischen Adelsgeschlecht von Biedermann. Er war der älteste Sohn des Literaturhistorikers Gustav Woldemar Freiherr von Biedermann und dessen Ehefrau Antonie Henriette Leopoldine geborene von Trützschler (* 1825). Flodoard von Biedermann war sein jüngerer Bruder.

### Werdegang
Nach dem Besuch des Nicolaigymnasiums in Leipzig begann er 1870 seinen Militärdienst bei der Königlich Sächsischen Armee im Schützenregiment „Prinz Georg“ Nr. 108. 1871 wurde er Portepeefähnrich und im darauffolgenden Jahr zum Secondelieutnant ernannt. Ab 1886 war er Rittmeister. Am 24. Januar 1894 wurde er als Hauptmann aggregiert dem 6. Infanterie-Regiment Nr. 105 zum Major befördert und erhielt die Ernennung zum Bataillonskommandeur im 1. Grenadier-Regiment Nr. 100. 1896 war er Kommandeur des 1. Bataillons des 2. Grenadier-Regiments Nr. 101. Aus dieser Position wurde er verabschiedet. Bis 1900 war er u. a. mit dem Ritterkreuz 1. Klasse des Sächsischen Verdienstordens und dem Roten Adlerorden 4. Klasse ausgezeichnet worden.
Als Major z. D. war er während seiner Zeit in Friedenau bei Berlin Inhaber der elektrotechnischen Fabrik „Elektron“ für Stark- und Schwachstrom, welche ein Lehrinstitut „Michael Faraday“ in Berlin-Schöneberg besaß, und trat 1900 dem Mitteleuropäischen Motorwagen-Verein bei. Später zog er nach Naunhof bei Leipzig um. Dort war er Redakteur des Orientalisch-Persischer Exportanzeigers. Ab 1904 lebte er in Detmold.
Berthold von Biedermann betätigte sich schriftstellerisch und verfasste mehrere Romane.

### Familie
1880 heiratete er in Frankfurt am Main Augustine Bertha Auguste Deines (* 1858).

## Schriften (Auswahl)
- Schach dem König. Roman. 1898.
- In fremde Bahnen. Roman. 1911.
- Daniela. Roman. 1913.